# Mamadou Diallo (Mali)
Mamadou Diallo (Bamako, 17 april 1982) is een Malinese voetballer (aanvaller) die sinds juli 2018 zonder club zit. Voordien speelde hij onder andere voor FC Nantes,  Qatar SC, CS Sedan en Union Sint-Gillis.

## Biografie
Nadat hij zes jaar in het opleidingscentrum van Salif Keïta zat, waagde Diallo in 2003 zijn kans bij het Algerijnse USM Alger. Daar haalde FC Nantes hem in januari 2005 weg. Daar scoorde hij in zijn eerste seizoen slechts vier keer, maar zijn doelpunt tegen FC Metz zorgde er wel voor dat Nantes zich in de Ligue 1 kon handhaven. In zijn tweede seizoen vond hij vlotter de weg naar doel: Diallo scoorde tien keer in de competitie en twee keer in de Coupe de la Ligue. Na een teleurstellend seizoen 2006-2007, waarin hij ondanks veel speelminuten slechts vier keer scoorde, verliet hij Nantes voor Qatar SC. De Qatarese club betaalde zo'n 2,5 miljoen euro voor hem. Acht maanden later ruilde hij Qatar al voor de Verenigde Arabische Emiraten.
In januari 2009 keerde Diallo terug naar Frankrijk, waar hij achtereenvolgens voor Le Havre AC, CS Sedan en Stade Lavallois uitkwam. In 2015 tekende de inmiddels 33-jarige Diallo voor de Belgische tweedeklasser AFC Tubize, waar hij opnieuw vlot de weg naar doel vond. Twee jaar later tekende hij voor reeksgenoot Union Sint-Gillis, waarvoor hij door een ontsteking in het kuitbeen en een buitenbandscheur in de knie slechts vier wedstrijden speelde.

### Interlandcarrière
Diallo speelde sinds 2004 ruim veertig wedstrijden voor de Malinese nationale ploeg. Hij scoorde negen keer. Hij vertegenwoordigde zijn vaderland op de Olympische Spelen 2004 in Athene, waar de selectie onder leiding van bondscoach Cheick Oumar Kone in de kwartfinales werd uitgeschakeld door Italië (1-0).